# Claoxylon glandulosum
Claoxylon glandulosum är en törelväxtart som beskrevs av Louis Hyacinthe Boivin och Henri Ernest Baillon. Claoxylon glandulosum ingår i släktet Claoxylon och familjen törelväxter.
Artens utbredningsområde är Mauritius. Inga underarter finns listade i Catalogue of Life.